# ستيفاني وليامز
ستيفاني وليامز (بالإنجليزية: Stephanie Williams)‏ هي راقصة باليه أسترالية، ولدت في 1987 في نيوكاسل في أستراليا.